# 冷然
冷然（1640年12月12日—？年），號善也，四川嘉定州人，習《易經》，康熙二年癸卯科四川鄉試中式舉人，康熙九年庚戌科會試中式進士。